# Trio pathétique
Le Trio pathétique, en ré mineur, est un trio pour clarinette, basson et piano de Mikhaïl Glinka.

## Présentation
Composé en 1832, dans une période où Glinka étudie en Italie, le Trio pathétique est créé la même année par le compositeur au piano en compagnie de musiciens de la Scala de Milan, Pietro Tassistro à la clarinette et Antonio Cantù au basson. 

## Structure
La durée d'exécution moyenne de la pièce est de quinze minutes trente environ, et l’œuvre se compose de quatre mouvements :
1. Allegro moderato
2. Scherzo : Vivacissimo
3. Largo
4. Allegro con spirito

## Analyse
Le qualificatif « pathétique » serait inspiré d'une réflexion du bassoniste de la création de l’œuvre, s'exclamant après avoir joué la pièce avec Glinka : « Ma questo è disperazione ! » (« mais c'est du désespoir ! »). Dans la première édition, de 1878, due à Peter Jurgenson, le trio est préfacé d’une citation en français de l'auteur, « je n’ai connu l’amour qu’à travers le malheur qu’il cause », si bien que plusieurs commentateurs évoquent aussi la piste du dépit amoureux pour en expliquer la genèse.
Si le trio est structuré en quatre mouvements relativement brefs, les trois premiers sont joués attaca et s'enchaînent. Le premier mouvement est en forme sonate (sans la reprise du thème) et expose un leitmotiv. Le deuxième est un scherzo, avec un épisode trio dans lequel se détache une mélodie « ardente et passionnée » au basson. Le troisième mouvement a des échos de bel canto, avec son thème exposé en premier à la clarinette, à laquelle succède le basson, avant que le piano à son tour ne chante. Quant au dernier mouvement, il reprend les différents thèmes des mouvements antérieurs, et s'achève sur une coda « fière et virtuose ».
Pour des commodités de diffusion, Glinka, outre l'instrumentation originale pour clarinette, basson et piano, a également prévu une version pour la formation de trio avec piano la plus traditionnelle, soit violon, violoncelle et piano.

## Discographie
- Trio pathétique en ré mineur in « La Princesse & l'Ours », Sarah Watts (clarinette), Laurence Perkins (basson), Martin Roscoe (piano), Hyperion records, 2018[6].
- Trio Pathétique in [Chamber music], Consortium Classicum, CPO, 2017.